# Aughrim (Wicklow)
Aughrim (irisch Eachroim; dt.: „Pferderücken“) ist ein Dorf im County Wicklow im Osten der Republik Irland. Die Einwohnerzahl Aughrims wurde bei der Volkszählung 2022 mit 1437 Personen ermittelt, womit sich die Einwohnerzahl seit 1991 etwa verdoppelt hat.

## Lage
Aughrim liegt etwa 22 Kilometer südwestlich von Wicklow am Fluss Aughrim.
Hier kreuzen sich die R747 und die R757. 

## Sehenswürdigkeiten
- alte Schmiede
- Ruine von Dunran Castle
- Rossana House, dreiflügelige Anlage von 1720
- Friedhof von Preban mit archäologischen Fundstätten

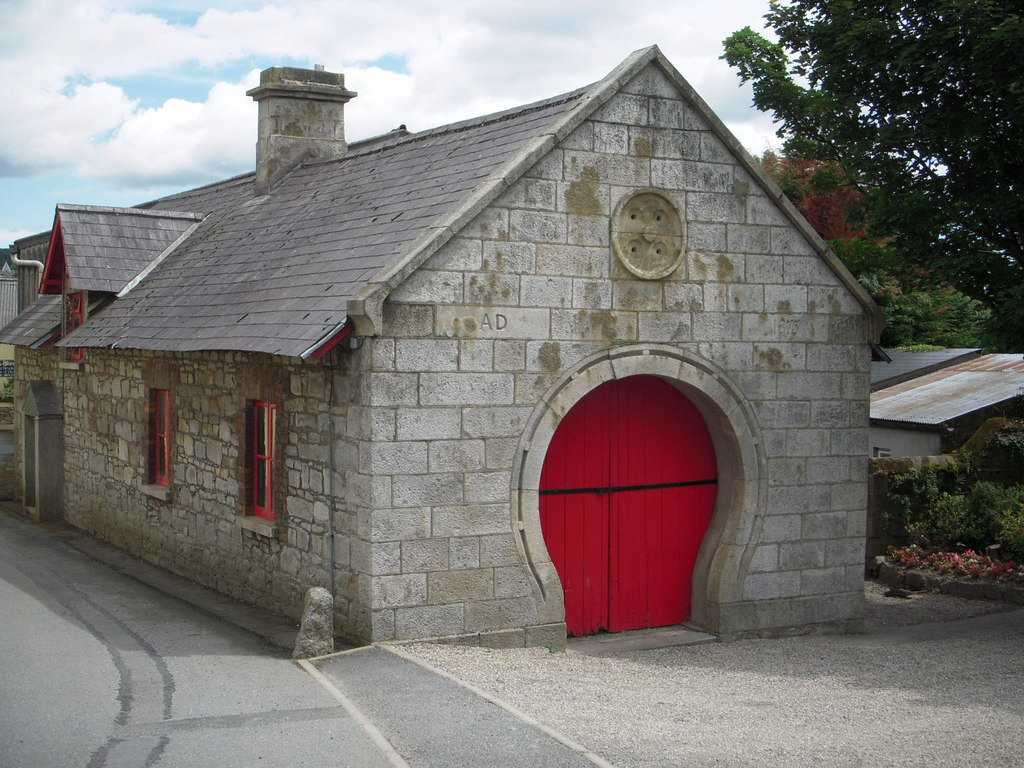
Alte Schmiede
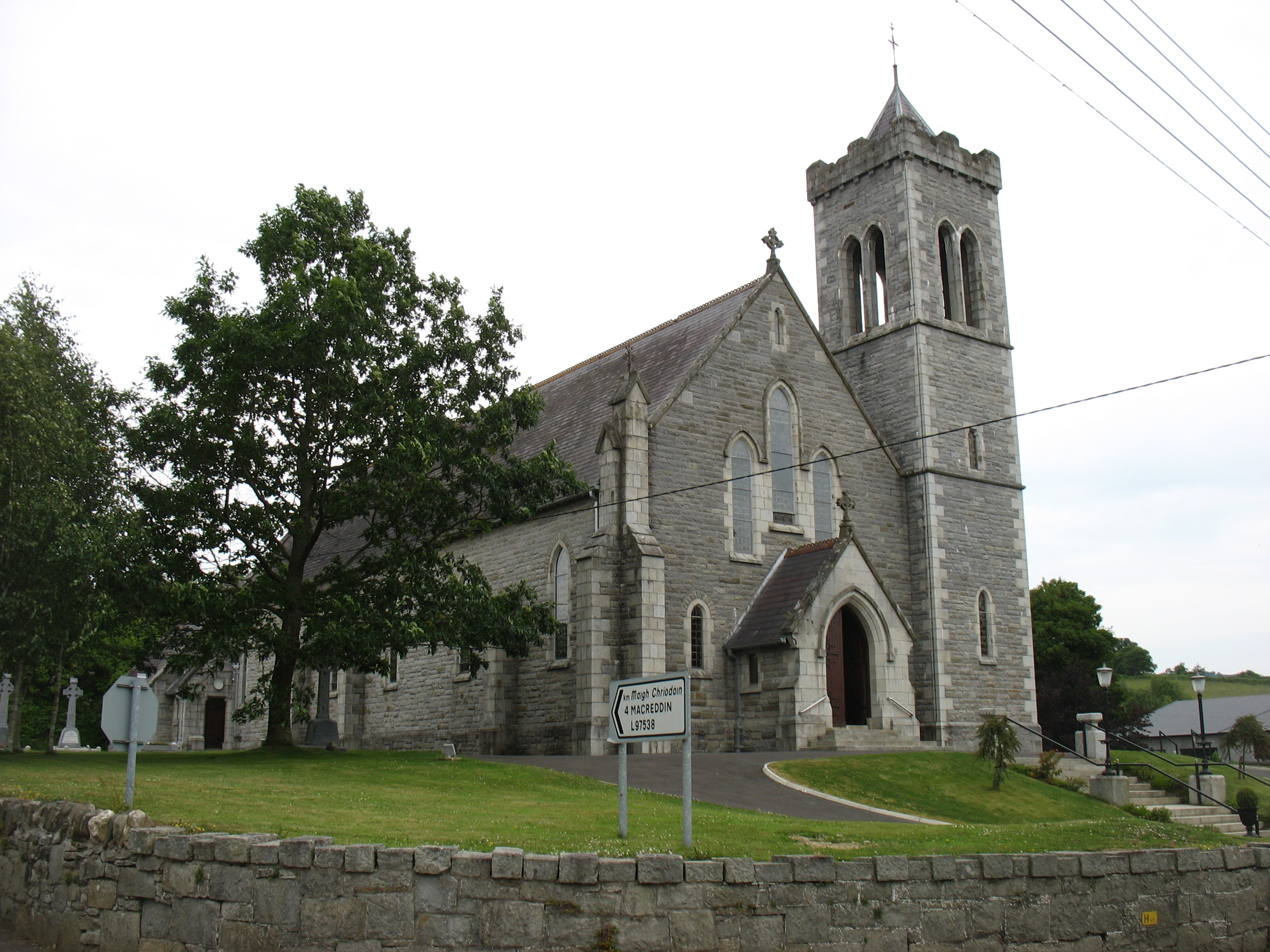
Herz Jesu-Kirche
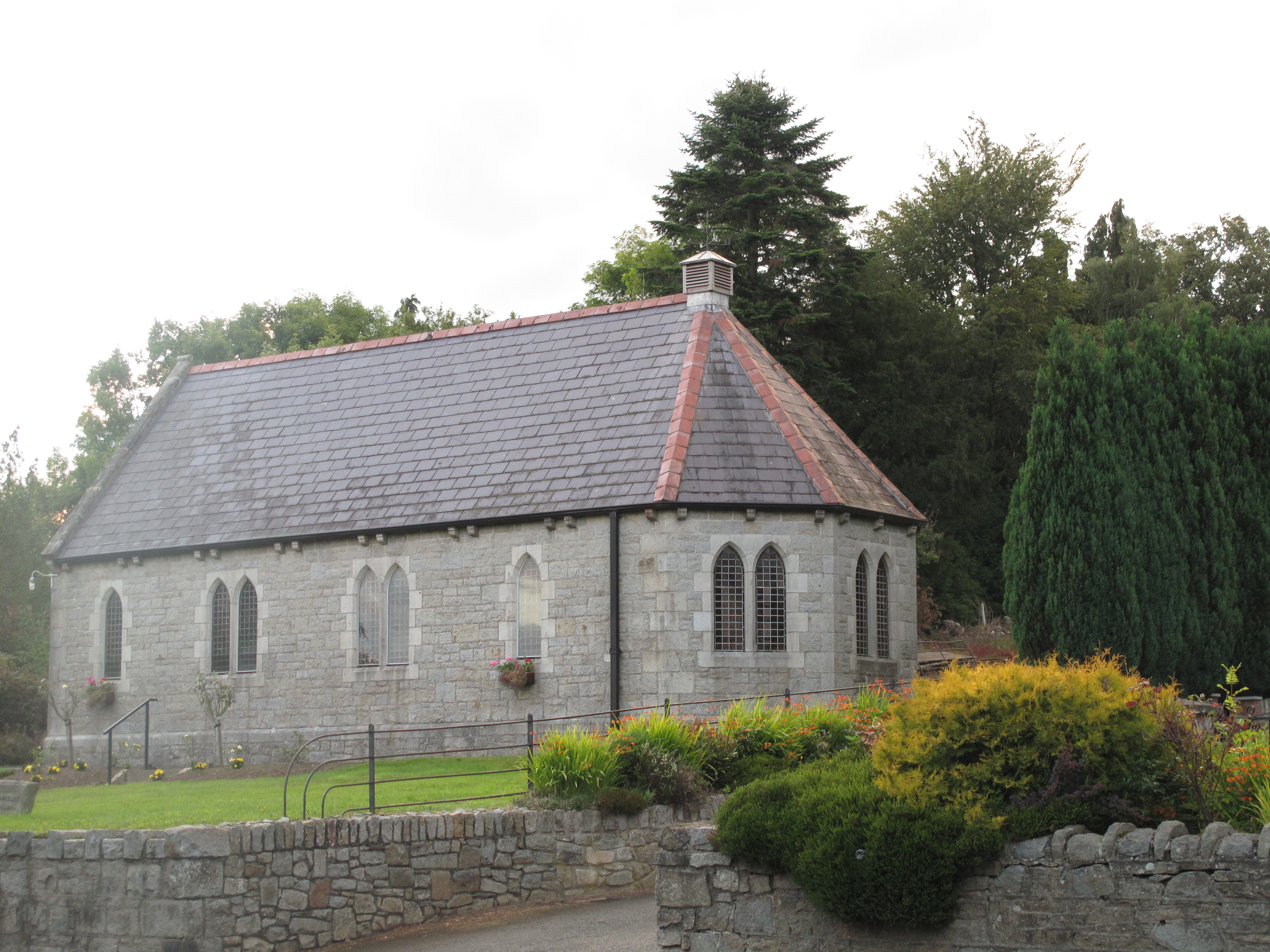
Johanniskirche

## Trivia
2007 gewann Aughrim den Titel der Tidy Town in Irland. 